# Escola italiana de contabilidade
A escola italiana de contabilidade é uma escola de pensamento que dominou a contabilidade mundial desde o lançamento do tratado contábil de frei Luca Pacioli, em 1494, até o início do século 20, quando foi sobrepujada pela escola estadunidense de contabilidade. A escola italiana legou grande parte dos termos utilizados até hoje na contabilidade, como "débito", "crédito", "lançamento de diário", "razão", "conta", "balancete", "balanço", "demonstração de resultado", "dívida", "devedor", "debênture" etc.

## História
As raízes da escola italiana encontram-se em Leonardo Fibonacci (1170-1250), que introduziu os algarismos indo-arábicos na Europa. O grande nome que deu início à escola foi, no entanto, o frei Luca Pacioli (1445-1517), que codificou e popularizou o método das partidas dobradas de escrituração mercantil na Europa. Outros nomes dessa escola são: Benedetto Cotrugli (1416-?), Francesco Villa (1801-?), Antonio Tonzig (1804-?), Francesco Marchi (1822-1871), Giuseppe Cerboni (1827-1917), Giovanni Rossi (1845-?), Fabio Besta (1845-1922), Vittorio Alfieri (1863-1930), Carlo Ghidiglia (1870-1913), Pietro Rigobon (1868-1955), Pietro d'Alvise (1860-1943), Gino Zappa (1879-1960) e Vincenzo Masi (1893-1977).